# آنکی
آنکی (به انگلیسی: Anki) یک نرم‌افزار فلش کارت است که از روش تکرار با فاصله زمانی معین استفاده می کند تا حفظ سریع و بلندمدت را تسهیل کند. آنکی (暗記) یک کلمه ژاپنی به معنای به‌خاطر سپردن است.
الگوریتم SM2 برای SuperMemo در اواخر دهه ۱۹۸۰، براساس روش تکرار با فاصله ایجاد شد. Anki از الگوریتم اصلاح شده استفاده می‌کند که اجازه می‌دهد کارت‌ها اولویت‌بندی شوند و بر اساس آن اولویت نشان داده شوند.
کارت‌های آنکی با استفاده از HTML ارائه می‌شوند و می‌توانند حاوی متن، تصویر، صدا، ویدئو  و معادله‌های LaTeX باشند. دسته‌های کارت در فرمت SQLite نگه‌داری می‌شوند.

## امکانات منحصر به‌فرد

### همگام‌سازی
آنکی همگام‌سازی را به طور رایگان پشتیبانی می‌کند. می‌توانید کارت‌های خود را در سرویس آنلاین AnkiWeb ذخیره‌سازی کنید. این امکان به کاربران اجازه می‌دهد تا در کامپیوتر‌های مختلف یا تلفن همراه به کارت‌هایشان دسترسی پیدا کنند.

### نسخه‌های تلفن‌همراه
نسخه‌های آنکی برای تلفن‌های هوشمند و تبلت‌ها  :
- AnkiMobile [۵] برای iPhone, iPod یا iPad
- AnkiWeb [۶] (سرور آنلاین، رایگان برای استفاده؛ شامل افزونه‌ها و میزبانی وب برای دسته‌های کارت‌ها)
- AnkiDroid [۷] برای اندروید (رایگان)

فلش‌کارت‌ها و پیشرفت یادگیری می‌تواند در تمام نسخه‌های آنکی با AnkiWeb همگام‌سازی شود.

## پیوندهای بیرونی
- وب‌گاه رسمی
- آشنایی بیشتر با الگوریتم SuperMemo
- الگوریتم آنکی